# Ans Luttmer-Kat
Annie Marijke (Ans) Luttmer-Kat (Koog aan de Zaan, 4 oktober 1942) was de eerste vrouwelijke hoogleraar arbeidsrecht in Nederland.
Zij studeerde Frans in Groningen, waarna zij van 1967 tot 1971 op het Stedelijk Gymnasium  Middelburg en op middelbare scholen in Goes en Arnhem heeft lesgegeven. In 1971 ging zij Rechten studeren in Nijmegen. Na haar afstuderen werkte zij van 1980 tot 1983 als advocaat en tot 1990 als universitair (hoofd)docent in Nijmegen. In haar proefschrift uit 1985 vergeleek zij de ontslagbescherming van werknemers in Nederland met die in Frankrijk en de Bondsrepubliek. Van medio 1990 tot 2003 was Luttmer-Kat als  hoogleraar arbeidsrecht verbonden aan de Rijksuniversiteit van Groningen. Haar publicaties waren veelal rechtsvergelijkend en (soms) tegendraads. Tot 1 januari 2011 was zij raadsheer-plaatsvervanger bij het gerechtshof in Arnhem en auteur van T&C Arbeidsrecht en de losbladige Kluwer Arbeidsovereenkomst.
- International Standard Name Identifier: 0000 0000 2886 3925
- Library of Congress Control Number: n86067283
- Nederlandse Thesaurus van Auteursnamen: 07127877X
- Virtual International Authority File: 38395286
- WorldCat: E39PCjqXrXwPj3wPgQVjjqPfMd